# Ryan Held
Ryan Held (ur. 27 czerwca 1995 w Springfield) – amerykański pływak specjalizujący się w stylu dowolnym, mistrz olimpijski (2016, 2024) w sztafecie 4 × 100 m stylem dowolnym i mistrz Letniej Uniwersjady 2017, mistrz świata.

## Kariera pływacka
Held podczas kwalifikacji olimpijskich z czasem 48,26 zajął trzecie miejsce na dystansie 100 m stylem dowolnym, co spowodowało, że nie mógł wystartować na igrzyskach olimpijskich w tej konkurencji indywidualnie. Jednakże, wynik, który osiągnął pozwolił mu na udział w sztafecie 4 × 100 m stylem dowolnym. W Rio de Janeiro razem z Caelebem Dresselem, Michaelem Phelpsem i Nathanem Adrianem zdobył złoty medal w konkurencji sztafet kraulowych 4 × 100 m, kiedy wyprzedzili reprezentację Francji o 0,61 s.
W 2017 roku podczas letniej uniwersjady w Tajpej wywalczył dwa złote medale: indywidualnie na 100 metrów stylem dowolnym i w sztafecie 4 × 100 m stylem dowolnym.

## Życie prywatne
Studiował na Uniwersytecie stanowym Karoliny Północnej.